# Les Obsèques de la lionne
« Les Obsèques de la Lionne » est la quatorzième fable du livre VIII (dédié à madame de Maintenon) des Fables de Jean de La Fontaine,  située dans le deuxième  recueil des Fables de La Fontaine, et éditée pour la première fois en 1678.
Ce texte a comme source la fable d'Abstémius "Le lion irrité contre le cerf joyeux de la mort de la lionne" (Hecatonmythium, CXLVIII).

## Texte
LES OBSÈQUES DE LA LIONNE
[Abstemius]
La femme du Lion mourut :

Aussitôt chacun accourut

Pour s’acquitter envers le Prince

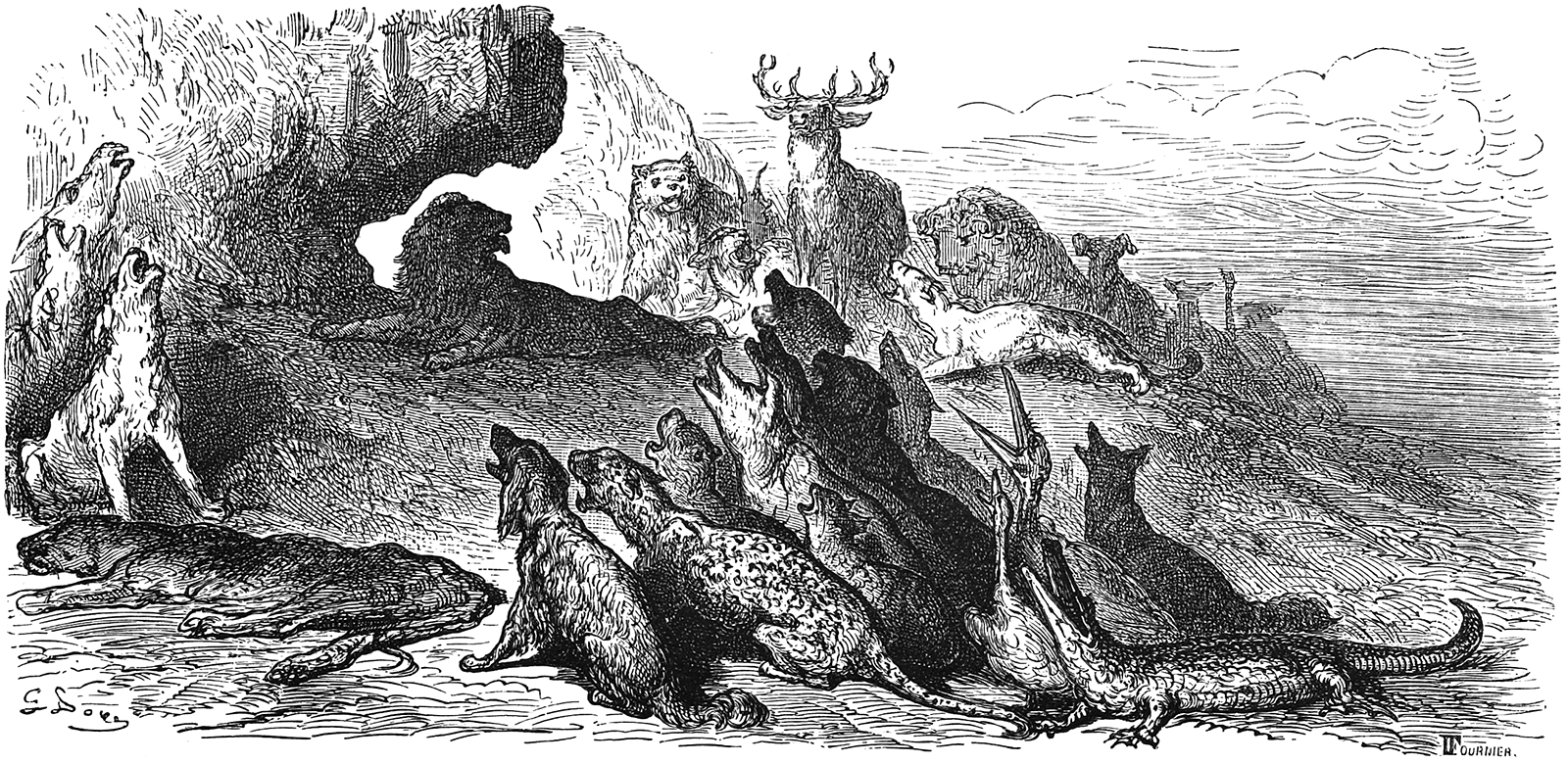
Gravure de Gustave Doré (1876)

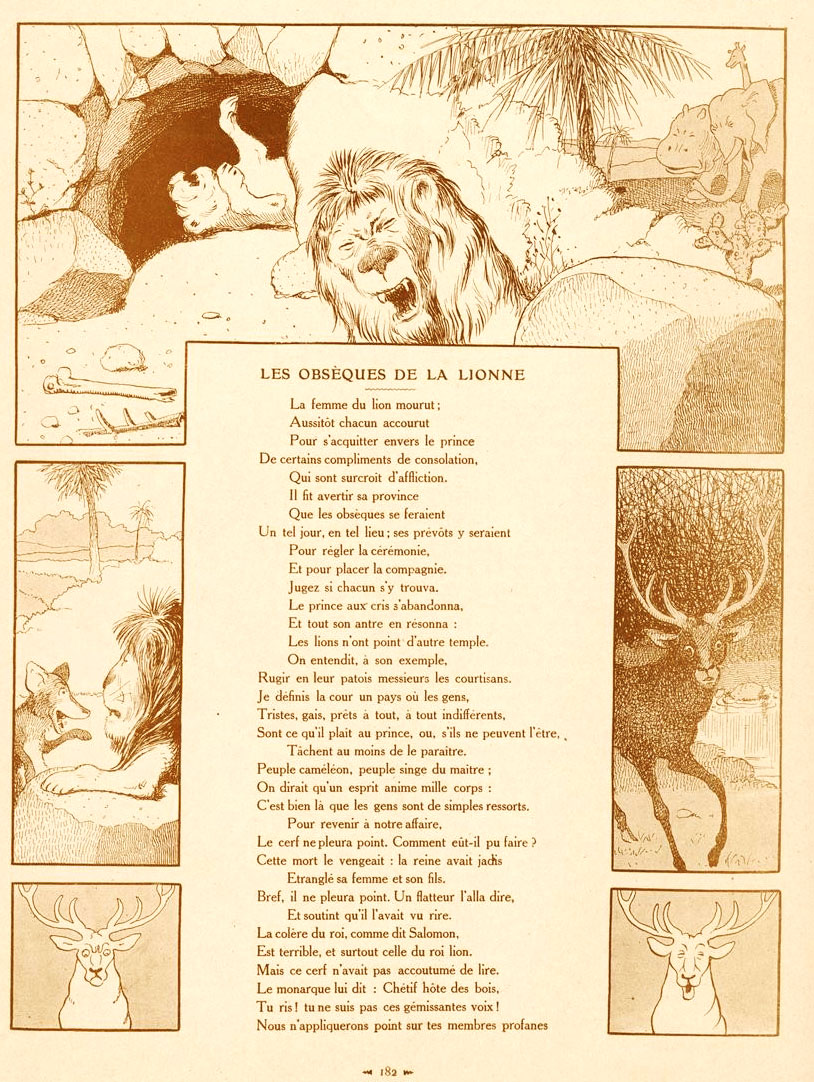
Illustration de Benjamin Rabier (1906)

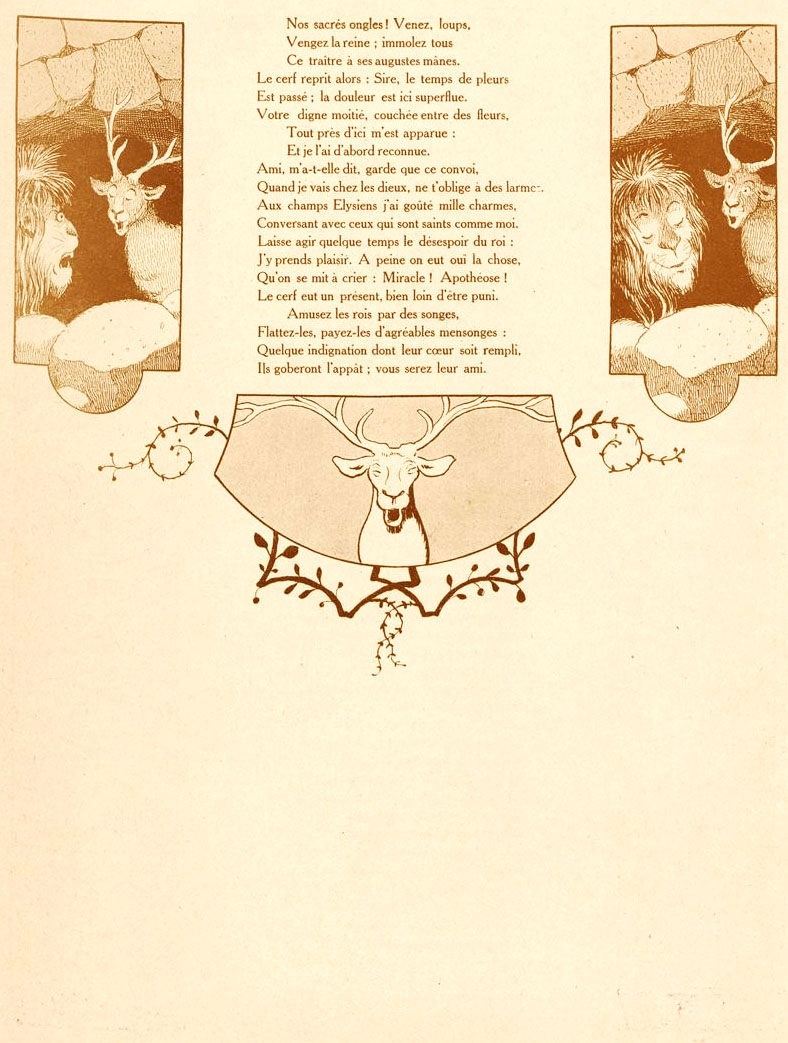
Illustration de Benjamin Rabier (fin) (1906)

De certains compliments de consolations,

Qui sont surcroît d’affliction.

Il fit avertir sa Province

Que les obsèques se feraient

Un tel jour, en tel lieu ; ses Prévôts y seraient

Pour régler la cérémonie,

Et pour placer la compagnie.

Jugez si chacun s’y trouva.

Le Prince aux cris s’abandonna,

Et tout son antre en résonna.

Les Lions n’ont point d’autre temple.

On entendit à son exemple

Rugir en leurs patois Messieurs les Courtisans.

Je définis la cour un pays où les gens

Tristes, gais, prêts à tout, à tout indifférents,

Sont ce qu’il plaît au Prince, ou, s’ils ne peuvent l’être,

Tâchent au moins de le paraître,

Peuple caméléon, peuple singe du maître,

On dirait qu’un esprit anime mille corps:

C’est bien là que les gens sont de simples ressorts.

Pour revenir à notre affaire,

Le Cerf ne pleura point, comment eût-il pu faire ?

Cette mort le vengeait : la Reine avait jadis

Étranglé sa femme et son fils.

Bref, il ne pleura point. Un flatteur l’alla dire,

Et soutint qu’il l’avait vu rire.

La colère du Roi, comme dit Salomon,

Est terrible, et surtout celle du roi Lion:

Mais ce Cerf n’avait pas accoutumé de lire.

Le Monarque lui dit : Chétif hôte des bois

Tu ris, tu ne suis pas ces gémissantes voix !

Nous n’appliquerons point sur tes membres profanes

Nos sacrés ongles; venez, Loups,

Vengez la Reine, immolez tous

Ce traître à ses augustes mânes.

Le Cerf reprit alors : Sire, le temps des pleurs

Est passé ; la douleur est ici superflue.

Votre digne moitié couchée entre des fleurs,

Tout près d’ici m’est apparue,

Et je l’ai d’abord reconnue.

Ami, m’a-t-elle dit, garde que ce convoi,

Quand je vais chez les Dieux, ne t’oblige à des larmes.

Aux Champs Élyséens j’ai goûté mille charmes,

Conversant avec ceux qui sont saints comme moi.

Laisse agir quelque temps le désespoir du Roi.

J’y prends plaisir. A peine on eut ouï la chose,

Qu’on se mit à crier : Miracle, apothéose !

Le Cerf eut un présent, bien loin d’être puni.

Amusez les Rois par des songes,

Flattez-les, payez-les d’agréables mensonges :

Quelque indignation dont leur cœur soit rempli,

Ils goberont l’appât, vous serez leur ami.
— Jean de La Fontaine, Fables de La Fontaine, « Les Obsèques de la Lionne », texte établi par Jean-Pierre Collinet, Fables, contes et nouvelles, Gallimard, « Bibliothèque de la Pléiade », 1991, p. 315